# 隠岐 (海防艦)
隠岐（おき）は、日本海軍の海防艦。普遍的には択捉型海防艦の4番艦とされているが、海軍省が定めた公式類別では占守型海防艦の8番艦。艦名は島根県にある隠岐島にちなむ。

## 概要
海防艦隠岐（おき）は、日本海軍が浦賀船渠で建造した甲型海防艦。1943年（昭和18年）3月28日に竣工すると第二海上護衛隊に編入され、横須賀～トラック泊地間の船団護衛任務に従事した。
1944年（昭和19年）7月上旬のサイパン島玉砕により第二海上護衛隊が解隊されると、横須賀鎮守府部隊に所属して小笠原諸島方面の船団護衛任務に従事した。
11月21日、米潜水艦の雷撃をうけて損傷し、艦前部を喪失する。1945年（昭和20年）3月まで横須賀で修理をおこなった。
3月5日、第一護衛艦隊の第103戦隊に編入され、黄海～朝鮮半島方面で護衛任務に従事した。
太平洋戦争を生き延びて、戦後は復員輸送に従事した。賠償艦として中華民国に引き渡されて「固安」と改名。国共内戦で中国人民解放軍に鹵獲され「長白」と再改名され、中国人民解放軍海軍に所属して1982年（昭和57年）まで現役だった。

## 艦歴

### 計画-竣工
マル急計画の海防艦甲型、第310号艦型の4番艦、仮称艦名第313号艦として計画。1942年2月27日、浦賀船渠で建造番号512番船として起工。8月20日、「隠岐」と命名。本籍を佐世保鎮守府と仮定され、占守型海防艦の8番艦に定められる。10月20日、進水。
1943年（昭和18年）3月28日、隠岐は竣工した。本籍を佐世保鎮守府に定められる。第四艦隊隷下の第二海上護衛隊に編入される。軍隊区分においては内南洋方面部隊護衛部隊に配される。

### 1943年-1944年3月 トラック方面護衛
1943年（昭和18年）4月20日、トラック行き船団を護衛し、横須賀を出発した。30日、トラック泊地に到着する。以後、1944年3月までトラック-横須賀間の護衛に従事。
8月27日、4827船団（海軍徴傭船田子ノ浦丸、同日威丸）を護衛しトラック発。9月3日夜、三宅島南東60km　北緯33度43分 東経140度00分 / 北緯33.717度 東経140.000度の地点で、田子ノ浦丸がアメリカ潜水艦（ポラック）の雷撃により沈没する。隠岐は田子ノ浦丸の生存者を収容した。9月4日、横須賀着。以降の9月中の行動は不明。
11月2日、駆逐艦雷（第6駆逐隊）とともに4102船団（特設運送船衣笠丸）を護衛しトラック発。5日、海軍徴傭船日吉丸が船団に合流したところで船団を2つに分かち、隠岐は衣笠丸を、雷は日吉丸をそれぞれ護衛し各々横須賀へ向かう。8日、横須賀着。14日、3115船団（3隻+陽炎型駆逐艦雪風〈第16駆逐隊〉）を護衛し横須賀を出発する。雪風は15日に館山から合流したとの史料もある。
航海中の11月15日、日本海軍は海上護衛総司令部（司令長官及川古志郎大将）を新編する。南西方面艦隊隷下の第一海上護衛隊と、第四艦隊隷下の第二海上護衛隊も、海上護衛総司令部隷下となった。
19日、アメリカ潜水艦デイス（艦長ジョゼフ・F・エンライト少佐）が第3115船団に触接し、平安丸（日本郵船、11,614トン）を狙った。船団指揮官より敵潜水艦撃滅の命令が下り、隠岐は対潜戦闘を行う。北緯22度15分 東経148度20分 / 北緯22.250度 東経148.333度の地点で爆雷戦を行い爆雷22個消耗。敵潜水艦より魚雷3本を撃ちこまれたが、回避したという。デイスによる船団への被害はなかったが、隠岐もデイスを仕留められなかった。
23日、トラック着。25日、4125船団（特設運送船玉島丸）を護衛しトラック発。12月10日、横須賀着。
12月11日、3211甲船団（特設運送船御嶽山丸、同筥崎丸）を護衛し横須賀発。道中で筥崎丸が落伍したため、御嶽山丸を引き続き護衛し、20日トラック着。21日0518時、駆逐艦天霧（第11駆逐隊）が護衛していた特設運送船照川丸が、アメリカ潜水艦（スケート）の魚雷攻撃を受けて航行不能となる。
第二水雷戦隊司令官早川幹夫少将を指揮官とする照川丸救難隊（軽巡能代、駆逐艦浜風、雷、電）が編成され、トラック泊地を出撃する。
また対潜掃蕩のため駆逐艦満潮（第24駆逐隊）が第二海上護衛隊の指揮下に入る。トラックに在泊していた隠岐は1200時にトラックを発し対潜掃蕩に向かう。隠岐は満潮駆逐艦長（原口曻中佐）の指揮下に入り、掃蕩隊（満潮、天霧、隠岐）として行動した。
2020時、照川丸は沈没した。
2100時、現場に到着して対潜掃蕩開始。掃蕩隊（満潮、隠岐など）は照川丸沈没後も掃蕩をおこなうが手掛かりを得られず、23日になって対潜掃蕩を打ち切った（満潮は第二海上護衛隊の指揮下を離れ、トラックへ帰投）。隠岐は落伍していた3211甲船団筥崎丸の護衛に向かう。24日、筥崎丸を伴ってトラック着。27日、第46号哨戒艇とともに4227船団（特設運送船興業丸）を護衛しトラック発。30日、北緯16度25分 東経146度00分 / 北緯16.417度 東経146.000度の地点で潜水艦を探知し爆雷戦を行う。1月5日、横須賀着。ここで杉山（隠岐海防艦長）は駆逐艦皐月艦長に転任した。
1944年（昭和19年）1月20日、3120船団（4隻）を護衛し横須賀発。2月4日、トラック着。
同地で、水上機母艦秋津洲（独立混成第五連隊の陸兵約1,000名が乗艦中）の護衛を任される。2月8日、秋津洲と隠岐はトラック泊地を出撃、東カロリン諸島ポナペ島に陸兵を移送し、2月11日にトラック泊地へ戻った。
トラック島空襲直前の13日、隠岐は4212船団（4隻）を海防艦満珠、第31号駆潜艇と護衛しトラックを出発した。27日、4212船団部隊は横須賀に到着した。
3月1日、3301甲船団（3隻）を満珠とともに護衛し横須賀発。3月4日、父島二見港に寄港して特設掃海艇第八拓南丸を護衛に加える。5日、3301甲船団は東松一号甲船団の指定を受ける。同日、父島発。12日、トラック着。17日、筑紫丸船団（4隻）を護衛しトラック発。24日、サイパンに一旦寄港し、横須賀に向け同日出港。27日、横須賀着。3月から5月までの間に横須賀防備戦隊作戦指揮下、軍隊区分戊直接護衛部隊に編入されたが、日付は不明。

### 1944年4月-5月 東松船団護衛
1944年（昭和19年）3月、日本軍は中部太平洋方面に対する陸軍部隊と資材の緊急輸送作戦を行うことになり、これを松輸送と呼称した。
3月31日、横浜に回航。東松四号船団（輸送船26隻、護衛隊〈五月雨、朝凪、隠岐、天草、御蔵、福江、ほか〉）と合流、船団司令官清田孝彦少将の旗艦は白露型駆逐艦五月雨（第27駆逐隊）であった。東松四号船団は松輸送の中で最大の規模であり、サイパン島、グァム島、トラック島、ヤップ島などへの兵士と資材の輸送を目的としていた。
4月1日1000時、択捉型海防艦天草、第2号海防艦とともに、船団の前路掃蕩のため船団本隊より1時間早く木更津を出発し、船団が浦賀東水道を出たところで船団に合流した。翌日より、東松四号船団部隊はアメリカ潜水艦ガジョンとサンドラスに接触された。
3日午後、陸軍徴傭船東征丸が、アメリカ潜水艦（ポラック）の雷撃により沈没した。
駆逐艦朝凪、海防艦（隠岐、天草）は現場に残り対潜制圧に従事する。4日になり船団に合同した。同日夜、東松四号船団前方に潜水艦を探知したため、僚艦福江、御蔵とともに爆雷戦を行う。6日、機関故障のため一時船団から落伍。
8日未明、アメリカ潜水艦トリガーは東松四号船団に触接し、旗艦五月雨に魚雷を発射した。雷撃を回避した五月雨は反撃に転じ、隠岐や朝凪も対潜掃蕩に加わった。日本側は海面に湧きあがった油を確認して撃沈確実と記録したが、トリガーは損傷しつつ生き延びていた。
当初、隠岐はパラオ行き船団の護衛に割り当てられていたが、ここまでの度重なる爆雷戦により爆雷の残量が少なくなったため、サイパン止船団の護衛に変更された。隠岐の代わりとして第3号海防艦がサイパン止船団の護衛からパラオ行き船団の護衛に割り当てられた。
9日夕刻、海軍徴傭船美作丸（日本郵船、4,667トン）はアメリカ潜水艦シーホースの雷撃により大破、曳航中に沈没した。対潜掃蕩中に朝凪が爆雷を使い果たしたため、隠岐と朝凪が船団を嚮導してサイパンへ向かい、2400時サイパン着。入港後爆雷を補給して遭難地点へ向かう。五月雨（船団旗艦）と海防艦は対潜掃蕩をおこなった。11日まで対潜掃蕩に従事。
15日、東松四号復航船団（8隻）を護衛しサイパン発。同日、潜水艦を探知し爆雷戦を行う。20日、舵故障のため落伍した白峰丸を護衛するため一時船団から離れる。同日、爆雷戦を行う。23日、船団は機関故障のため父島に回航した加古川丸と同船に同行した護衛艦艇2隻を除き、船団は東京に、護衛艦艇は横須賀にそれぞれ到着。
5月4日、隠岐は駆逐艦朝凪（船団旗艦、第二護衛船団司令官清田孝彦少将）や水無月等とともに3503船団（14隻）を護衛し、館山を出発した。
5月10日、第3503船団部隊をアメリカ潜水艦タンバーが襲撃する。慶洋丸（東洋汽船：6441総トン）が被雷して損傷、護衛艦艇は対潜攻撃をおこなった。14日、テニアン島西方北緯14度57分 東経144度58分 / 北緯14.950度 東経144.967度の地点でサイパン行き船団と分かれ、2隻（黄浦丸、海軍徴傭船春川丸）を隠岐、鴻、特設駆潜艇第八昭南丸で護衛しグアムへ向かう。同日、北緯13度43分 東経144度42分 / 北緯13.717度 東経144.700度の地点でアメリカ潜水艦（サンドランス）の雷撃で黄浦丸（陸軍徴傭船、4,291トン）が被雷沈没した。隠岐は爆雷戦と遭難者の救助を行う。5月20日、東松八号復航船団（3隻）を護衛しサイパン発。26日、東京着。

### 1944年6月-11月 父島方面護衛
1944年（昭和19年）6月6日、3606船団（13隻）を護衛し横浜発。第三護衛船団司令官の門前鼎少将は駆逐艦松風に将旗を掲げた。この第3606船団が、サイパン島むけ最後の船団であった。
8日、神鹿丸が機関故障をおこし護衛艦1隻（天草）を附されて反転、つづいて杉山丸がアメリカ潜水艦（ホエール）の雷撃で損傷した。隠岐は対潜制圧を実施、また神鹿丸を八丈島まで護衛した。9日午前4時、今度は船団旗艦の松風が、アメリカ米潜水艦ソードフィッシュに雷撃され、轟沈した。門前少将を含め多数が戦死、残船団は父島にむかった。
6月11日、米軍機動部隊はマリアナ諸島に来襲して空襲をおこなう。サイパン島周辺の情勢や敵機動部隊の活動を考慮して船団のサイパン島行は中止され、父島で船団の再編がおこなわれた。14日、美保丸船団（4隻）を護衛し父島発。15日、ふたたびアメリカ潜水艦ソードフィッシュの雷撃により甘井子丸（貨物船、4,804トン）が沈没する。また豊川丸が浮上潜水艦を体当たりによって撃沈した（伊号第六潜水艦との同士討ち）。17日、美保丸船団は東京湾に到着した。隠岐は戊直接護衛部隊編入を解かれ甲直接護衛部隊に編入。
サイパン地上戦の経過を鑑み、小笠原諸島の戦略的価値が重要視されるようになった。またB-29邀撃のため、硫黄島の防備強化を企図した。
7月3日、3701船団（7隻）を護衛し館山発。4日、八丈島着。6日、船団（4隻）を護衛し八丈島発。8日、父島着。10日、4710船団（5隻）を護衛し父島発。14日、横須賀着。
同年7月上旬、サイパン島地上戦における日本軍守備隊玉砕時に第二海上護衛隊司令部は全滅し、7月18日附で第二海上護衛隊は解隊された。隠岐は横須賀鎮守府横須賀防備戦隊に編入される。役務を佐世保鎮守府警備海防艦に定められる。22日、3720船団（芝園丸、第一南洋丸）を護衛し館山発。26日、父島着。29日、4729船団（芝園丸、陸軍徴傭船第四東海丸）を護衛し父島発。8月2日、横須賀着。
米軍機動部隊は8月4日から5日にかけて小笠原諸島に来襲し、同方面の日本軍の航空兵力や船舶は大きな被害を受けた（スカベンジャー作戦）。この被害を補充するため横須賀鎮守府は、軽巡（多摩、木曾）、第18駆逐隊（不知火、霞）、隠岐、第105号海防艦による緊急輸送作戦を実施した。
8月10日、隠岐は第105号特設輸送艦を護衛し横須賀発。13日、父島着。同日、4813船団（特設運送船九州丸、第一南陽丸）を護衛し父島発。16日、横須賀着。8月19日から9月1日まで横須賀海軍工廠で修理を行う。
隠岐修理中の8月31日から9月2日にかけて、米軍機動部隊は小笠原諸島や硫黄島に来襲し、空襲や艦砲射撃をおこなった。また米軍は占領したサイパン島やテニアン島の飛行場を整備し、大型爆撃機による哨戒や空襲をおこなうようになった。潜水艦と航空機による攻撃で、日本軍の輸送船と護衛艦艇に被害が続出した。
9月5日、3901船団（特設運送船九州丸）を護衛し館山発。6日、八丈島着。7日、3901船団を護衛し八丈島発。10日父島着。11日、4910乙船団（八祥丸）を千鳥と護衛し父島発。同日、父島よりの方位280度130カイリの地点でB-24爆撃機3機の空襲を受け八祥丸が航行不能となったため、乗員と便乗者を救助のうえ同船を砲撃により処分。13日、横須賀着。21日、3920船団（い号米山丸、特設捕獲網艇興海丸）を護衛し館山発。26日、父島着。同日、4926船団（特設運送船い号壽山丸）を護衛し父島発。30日、横須賀着。
10月11日、3009船団（睦月丸）を第51号駆潜艇と護衛し横須賀発。16日、父島着。19日、4019船団（昭東丸）を護衛し父島発。23日、横須賀に到着し横須賀海軍工廠で訓令による兵器換装工事を行う。11月8日、工事終了。
11月13日、3111船団（如月丸、特設運送船北開丸）を護衛し館山発。16日、聟島列島北之島よりの方位5度、80カイリの地点で如月丸がアメリカ潜水艦スキャバードフィッシュの攻撃を受け被雷沈没したため、如月丸の乗員33名を救助。如月丸の乗員を救助後に空襲を受けたが被害無し。17日、母島着。18日、4118船団（特設運送船九州丸、同北開丸）を護衛し母島を出発する。21日、船団は八丈島よりの方位82度、110カイリの地点で再度スキャバードフィッシュの攻撃を受ける。隠岐は艦前部に被雷して艦橋より前の艦首を喪失した。北開丸は沈没した。同時期、古谷卓夫中佐を指揮官とする対潜掃蕩小隊（海防艦3隻、駆潜艇4隻）が横須賀を出動し、小笠原方面で対潜掃蕩に従事していた。隠岐の救援のため、鳥島沖で対潜掃討中の第4号海防艦と第12号海防艦らが派遣される。隠岐は被雷後漂流し消息不明となっていたが、22日に館山海軍航空隊の捜索機により発見され、23日には別任務で出撃していた掃蕩隊の第56号海防艦に発見された。同日、救援のため派遣された海防艦らとも会合し、隠岐は第12号海防艦に曳航されて第4号海防艦らの護衛を受け、25日、横須賀着。横須賀海軍工廠に入渠し1945年3月まで復旧修理を行う。修理の際、隠岐の艦首は直線を多用した簡易なものに作り替えられた。

### 1945年 対馬海峡-黄海
横須賀海軍工廠で修理中の1945年（昭和20年）2月26日、鎮海警備府作戦指揮下に編入。3月5日、第一護衛艦隊麾下の第百三戦隊（愛司令官久宗米次郎少将、旗艦「春月」）に編入された。9日、館山発。11日に徳山の第三海軍燃料廠で燃料を補給し、12日門司着。13日、鎮海に到着したがヒ94船団（東亜丸）護衛のため鎮海を出港。同船団を対馬北方まで護衛し、護衛後の15日、荷衣島に回航し戦隊旗艦春月と合流。20日、荷衣島を出港しジャカルタ丸を東経133度線まで護衛。21日、シモ01船団を護衛し黒山島沖で対潜掃蕩中の鵜来の増援に向かう。25日まで現地で掃蕩を行い、哨区に向かう。26日、北緯35度18分 東経123度15分 / 北緯35.300度 東経123.250度付近でアメリカ潜水艦バラオの攻撃により第一新東丸が撃沈されたため、第19号駆潜艇とともに現場へ向かい対潜掃蕩を行う。28日、北緯34度50分 東経122度28分 / 北緯34.833度 東経122.467度付近で浮上潜水艦の発見報告があり、現場へ向かい対潜掃蕩を行うが敵情を得ず、対潜掃蕩を31日で打ち切り荷衣島に帰投。
4月上旬は木浦周辺で対潜掃蕩に従事。4月14日、第二十号掃海艇とともに青島へ回航のため木浦発。19日、青島を出港してモ705船団第1分団を大東湾まで護衛。20日、モ705船団第2分団（8隻）を護衛するため大東湾発。21日に同分団と合同し、25日荷衣島着。第百三戦隊司令官は将旗を春月から隠岐に移揚し、同日船団（5隻）を護衛して荷衣島発。27日鎮海着。
6月2日、フタ01船団（彌彦丸）を護衛し釜山発。船団が荷衣島に仮泊したところで隠岐は船団から分離。20日、タフ船団（5隻）を護衛し青島発。7月1日、長山串沖北緯38度06分 東経124度36分 / 北緯38.100度 東経124.600度の地点でアメリカ潜水艦ハッドの攻撃を受け第一大雲丸、坤利号、新蜜紹号、第72号海防艦が被雷沈没。隠岐は爆雷戦と遭難者の救助を行い、残された船を釜山まで護衛。終戦時は朝鮮半島南部に所在。

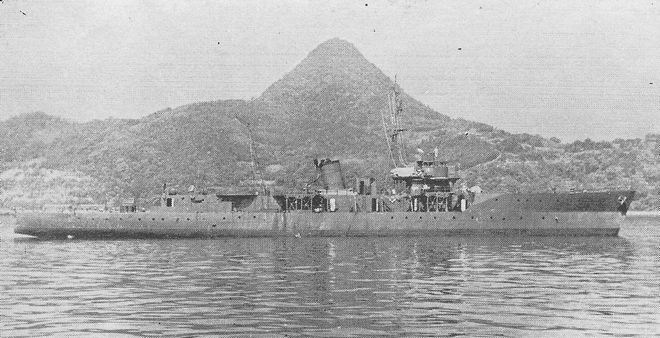
引渡しのため出港する直前の隠岐
（1947年8月25日、佐世保港）

### 戦後 復員輸送
1945年（昭和20年）8月19日、釜山で触雷し小破。23日、佐世保に入港し修理を行う。26日、佐世保鎮守府第一予備海防艦に定められる。11月20日、帝国海防艦籍から除かれた。12月1日、第二復員省の開庁に伴い、佐世保地方復員局所管の特別輸送艦に定められる。

1947年1月6日、特別保管艦に指定される。8月25日、第三次引渡しのため佐世保を出港し青島へ向かう。29日に特別輸送艦の定めを解かれ、賠償艦として青島で中華民国に引き渡された。

### 中華民国海軍/中国人民解放軍海軍
中華民国に引き渡し時は接18号と仮称されたが、引渡し後に固安(Gu-An)と命名され、日本海軍の武装を施して海防第一艦隊に編入された。主機の状態が悪く行動に難があったとされる。
1949年（昭和24年）2月、機関の損傷により青島港で停泊中、中国人民解放軍が青島に入城し鹵獲された。その後機雷敷設艦に改造されソ連製の10cm砲3門、37mm機銃3門と機雷40個を装備し、長白(Chang-Pai)（艦番号230）と命名された。
1955年（昭和30年）、南海艦隊に編入され中国東南部沿岸への機雷敷設に従事した。1982年（昭和57年）、除籍された。

## 艦長
艤装員長
1. 青木久治中佐：1943年2月20日 - 1943年3月28日

海防艦長/艦長
1. 青木久治中佐：海防艦長 1943年3月28日 - 1943年7月1日
2. 小林日本大尉：1943年7月1日 - 1943年8月2日
3. 杉山忠嘉大尉/少佐：1943年8月2日 - 1944年1月8日
4. 大内成文少佐：1944年1月8日 - 1945年2月13日
5. 石川六雄少佐：1945年2月13日 - 1945年6月30日
6. 大上一雄少佐：1945年6月30日 - 1945年10月8日、以後12月20日まで海防艦長の発令無し。
7. 長倉義春第二復員官：艦長 1945年12月20日 - 1946年3月5日
8. 森卓次第二復員官/第二復員事務官：1946年3月5日 - 退任年月日不明[注 23]
9. 椋田實復員事務官：就任年月日不明[注 23] - 1947年1月20日、以後8月5日まで艦長の発令無し。
10. 太田巍復員事務官：1947年8月5日 - 1947年8月29日[注 24]